# Список замков Испании
Список замков Испании — содержит перечень замков, крепостей находящихся на территории современной Испании. Перечень разделен по автономным сообществам и их провинциям.

## Андалусия

### Провинция Альмерия
| Наименование на русском языке  | Наименование на испанском языке      | Год или век основания | Изображение | Географическое расположение | Примечания |
| ------------------------------ | ------------------------------------ | --------------------- | ----------- | --------------------------- | ---------- |
| Крепость Альмерия              | Alcazaba de Almeria                  | X век н. э.           |             | Альмерия                    |            |
| Замок Бакарес                  | Castillo de Bacares                  | XIII век н. э.        |             | Бакарес                     |            |
| Замок Куэвас-дель-Альмансора   | Castillo de Cuevas del Almanzora     | 1507                  |             | Куэвас-дель-Альмансора      |            |
| Замок Эскобетас                | Castillo de las Escobetas            | 1769                  |             | Гарруча                     |            |
| Крепость Финьяна               | Alcazaba de Fiñana                   | IX век н. э.          |             | Финьяна                     |            |
| Замок Хергаль                  | Castillo de Gérgal                   | 1492                  |             | Хергаль                     |            |
| Старый гвардейский замок       | Castillo de Guardias Viejas          | 1769                  |             | Эль-Эхидо                   |            |
| Замок Святого Филиппа          | Castillo de San Felipe               | 1771                  |             | Нихар                       |            |
| Замок Сан-Хуан-де-лос-Террерос | Castillo de San Juan de los Terreros | 1764                  |             | Пульпи                      |            |
| Замок Святой Анны              | Castillo de Santa Ana                | XVI век н. э.         |             | Рокетас-де-Мар              |            |
| Замок Табернас                 | Castillo de Tabernas                 | XI век н. э.          |             | Табернас                    |            |
| Замок Велес-Бланко             | Castillo de Vélez-Blanco             | XVI век н. э.         |             | Велес-Бланко                |            |

### Провинция Кадис
| Наименование на русском языке  | Наименование на испанском языке    | Год или век основания | Изображение | Географическое расположение | Примечания |
| ------------------------------ | ---------------------------------- | --------------------- | ----------- | --------------------------- | ---------- |
| Замок Сан-Лоренцо-дель-Пунталь | Castillo de San Lorenzo del Puntal | XVI век н. э.         |             | Кадис                       |            |
| Замок Сан-Себастьян            | Castillo de San Sebastián          | 1706                  |             | Кадис                       |            |
| Замок Санта-Каталина           | Castillo de Santa Catalina         | XVI век н. э.         |             | Кадис                       |            |
|                                |                                    |                       |             |                             |            |

- Альгамбра (исп. Alhambra)
- Хибральфаро (исп. Castillo de Gibralfaro)
- Малага (исп. Alcazaba de Málaga)
- Алькасар христианских королей (исп. Alcázar de los Reyes Cristianos, исп. Alcázar of Córdoba)
- Санта-Каталина (исп. Castillo de Santa Catalina)
- Севилья (исп. Reales Alcázares de Sevilla)

## Арагон
- Монтеарагон (исп. Fortaleza-monasterio de Montearagón)
- Альхаферия (исп. Castillo de Aljafería)
- Лоарре (исп. Castillo de Loarre)
- Маркуэлло (исп. Castillo de Marcuello)
- Мекиненса (исп. Castillo de Mequinenza)
- Монсон (исп. Castillo de Monzón)

## Астурия
| Наименование на русском языке | Наименование на испанском языке | Год или век основания | Изображение | Географическое расположение | Примечания |
| ----------------------------- | ------------------------------- | --------------------- | ----------- | --------------------------- | ---------- |
| Замок Сото                    | Castillo de Soto                | XII век н. э.         |             | Альер                       |            |
| Замок Лас Кальдас             | Castillo de Las Caldas          | XIX век н. э.         |             | Овьедо                      |            |

## Балеарские острова
- Бельвер (исп. Castillo de Bellver)
- Капдепера (кат. Castell de Capdepera)
- Замок Святого Филиппа (исп. Castillo de San Felipe)
- Замок Санта-Агеда (святой Агаты; исп. Castillo de Santa Águeda)

## Валенсия
- Алакуас (исп. Castillo de Alaquàs)
- Альтамира (исп. Palacio de Altamira) es:Palacio de Altamira

- Бьяр (исп. Castillo de Biar)
- Вильена (исп. Castillo de Villena)
- Моновар (исп. Castillo de Monóvar)
- Монфорте-дель-Сид (исп. Castillo de Monforte del Cid)
- Ориуэла (исп. Castillo de Orihuela)
- Санта-Барбара (исп. Castillo de Santa Bárbara)
- Санта-Пола (исп. Castillo de Santa Pola)
- Эльда (исп. Castillo de Elda)
- Мола (исп. Mola Castle)
- Петрер (исп. Castillo de Petrer)
- Сакс (исп. Castillo de Sax)
- Баньерес (исп. Castle Bañeres)

## Галисия
- Бельвер (исп. Castillo de Bellver)
- Монтерреаль (исп. Castillo  de Monterreal)
- Сан-Антон (исп. Castillo de San Antón)
- Собросо (исп. Castillo de Sobroso)

## Канарские острова
- Форт Алмейда
- Кастильо де ла Луз
- Кастильо де Мата

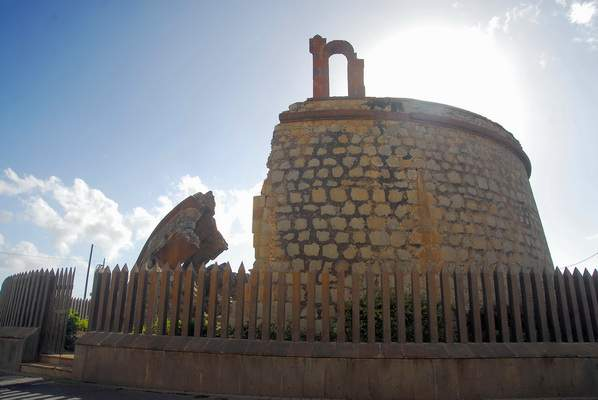
Торре-де-Сан-Андрес (Санта-Крус-де-Тенерифе)

- Кастильо-де-Сан-Фелипе (Пуэрто-де-ла-Крус)
- Сан-Франциско Кастильо (Лас Пальмас де Гран Канария)
- Кастильо де Сан Мигель (Garachico)
- Крепость Санта-Каталина (Лас Пальмас де Гран Канария)
- Замок Гуанапай
- Кастильо-де-Пасо Альто (Санта-Крус-де-Тенерифе)
- Кастильо де Сан-Хоакин
- Кастильо-де-Сан-Кристобаль (Санта-Крус-де-Тенерифе)
- Кастильо де Сан-Хуан (Санта-Крус-де-Тенерифе)
- Торре-де-Сан-Андрес

## Кантабрия
| Наименование на русском языке   | Наименование на испанском языке        | Год или век основания | Изображение | Географическое расположение | Примечания |
| ------------------------------- | -------------------------------------- | --------------------- | ----------- | --------------------------- | ---------- |
| Замок Корбанера                 | Castillo de Corbanera                  | 1874                  |             | Сантандер                   |            |
| Замок Агуэро                    | Castillo de Agüero                     | XIII век н. э.        |             | Марина-де-Кудейо            |            |
| Замок Очаран                    | Castillo de Ocharan                    | XX век н. э.          |             | Кастро-Урдиалес             |            |
| Замок Сан-Висенте-де-ла-Баркера | Castillo de San Vicente de la Barquera | XIII век н. э.        |             | Сан-Висенте-де-ла-Баркера   |            |
| Замок Святой Анны               | Castillo de Santa Ana                  | XII век н. э.         |             | Кастро-Урдьялес             |            |

## Кастилия-Ла-Манча
- Аларкон (исп. Castillo de Alarcón)
- Альманса (исп. Castillo de Almansa)
- Бельмонте (замок) (исп. Castillo de Belmonte)
- Калатрава-ла-Вьеха (исп. Castillo de Calatrava la Vieja)
- Калатрава-ла-Нуэва (исп. Castillo de Calatrava la Nueva)
- Сан-Сервандо (исп. Castillo de San Servando)
- Эскалона (исп. Castillo de Escalona)
- Замок Хадраке (исп. Castillo de Jadraque)
- Толедский алькасар (исп. Alcázar)
- Замок Сафра (исп. Castillo de Zafra)
- Замок Пиос (исп. Castillo de Pioz)
- Замок Македа (исп. Castillo de Maqueda)
- Замок Уклес (исп. Castillo de Uclés)
- Корача-де-Мойя (исп. Coracha de Moya)
- Замок Эстрелья (исп. Castillo de la Estrella)
- Кастильо-де-Гарсимуньос (замок) (исп. Castillo de Castillo de Garcimuñoz)
- Замок Чинчилья-де-Монтеарагон (исп. Castillo de Chinchilla de Montearagón)

## Кастилия-Леон
- Альменар (исп. Castillo de Almenar)
- Вильальба-де-лос-Алькорес (исп. Castillo de Villalba de los Alcores)
- Вильяфуэрте-де-Эсгева (исп. Castillo de Villafuerte de Esgueva)
- Гормас (исп. Castillo de Gormaz)
- Кастильново (исп. Castillo de Castilnovo)
- Кока (исп. Castillo de Coca)
- Куэльяр (исп. Castillo de Cuéllar)
- Монлеон (исп. Castillo de Monleón)
- Орнильос-де-Серрато (исп. Castillo de Hornillos de Cerrato)
- Пеньяфьель (исп. Castillo de Peñafiel)
- Понферрада (исп. Castillo de Ponferrada)
- Тьедра (исп. Castillo de Tiedra)
- Энсинас-де-Эсгева (исп. Castillo de Encinas de Esgueva)
- Сеговия (исп. Alcázar de Segovia)
- Симанкас (исп. Castillo de Simancas)
- Замок Пеньяфьель (исп. Castillo de Peñafiel)

## Каталония
- Бесора (исп. Castillo de Besora)
- Вилафортуни (исп. Castillo de Vilafortuny)
- Досриус (исп. Castillo de Dosrius)
- Кардона (исп. Castillo de Cardona)
- Миравет (исп. Castillo de Miravet)
- Сурия (исп. Castillo de Súria)
- Таламанка (исп. Castillo de Talamanca)
- Сан-Хуан (исп. Castillo de San Juan)

## Мадрид
- Мансанарес-эль-Реал (исп. Castillo de Manzanares el Real)

## Мурсия
- Лорка
- Монтеагудо (исп. Castillo de Monteagudo)
- Хумилья (исп. Castillo de Jumilla)

## Мальорка
- Капдепера

## Наварра
- Сантакара (исп. Castillo de Santacara)
- Хавьер (исп. Castillo de Javier)

## Риоха
| Наименование на русском языке     | Наименование на испанском языке         | Год или век основания | Изображение | Географическое расположение | Примечания |
| --------------------------------- | --------------------------------------- | --------------------- | ----------- | --------------------------- | ---------- |
| Замок тихих вод                   | Castillo de Aguas Mansas                | XIII век н. э.        |             | Агонсильо                   |            |
| Замок Арнедо                      | Castillo de Arnedo                      | XIII век н. э.        |             | Арнедо                      |            |
| Замок Корнаго                     | Castillo de Cornago                     | XIII век н. э.        |             | Корнаго                     |            |
| Замок Давалильо                   | Castillo de Davalillo                   | конец XII века н. э.  |             | Сан-Асенсио                 |            |
| Замок Лейва                       | Castillo de Leiva                       | 1478                  |             | Лейва                       |            |
| Замок Кель                        | Castillo de Quel                        | 1470                  |             | Кель                        |            |
| Замок Сан-Висенте-де-ла-Сонсьерра | Castillo de San Vicente de la Sonsierra | XII век н. э.         |             | Сан-Висенте-де-ла-Сонсьерра |            |

## Страна Басков

### Провинция Алава
| Наименование на русском языке | Наименование на испанском языке | Год или век основания | Изображение | Географическое расположение | Примечания |
| ----------------------------- | ------------------------------- | --------------------- | ----------- | --------------------------- | ---------- |
| Замок Ланос                   | Castillo de Lanos               | XI век н. э.          |             | Самбрана                    |            |
| Замок Марутеги                | Castillo de Marutegui           | VIII век н. э.        |             | Аспаррена                   |            |
| Замок Портилья                | Castillo de Portilla            | XI век н. э.          |             | Самбрана                    |            |

### Провинция Гипускоа
| Наименование на русском языке | Наименование на испанском языке | Год или век основания | Изображение | Географическое расположение | Примечания |
| ----------------------------- | ------------------------------- | --------------------- | ----------- | --------------------------- | ---------- |
| Замок Карла V                 | Castillo de Carlos V            | XIII век н. э.        |             | Фуэнтеррабия                |            |

### Провинция Бискайя
| Наименование на русском языке        | Наименование на испанском языке              | Год или век основания | Изображение | Географическое расположение | Примечания |
| ------------------------------------ | -------------------------------------------- | --------------------- | ----------- | --------------------------- | ---------- |
| Замок Бутрон                         | Castillo de Butrón                           | XIII век н. э.        |             | Гатика                      |            |
| Замок императрицы Евгении де Монтихо | Castillo de la Emperatriz Eugenia de Montijo | XIX век н. э.         |             | Герника                     |            |
| Замок Муньятонес                     | Castillo de Muñatones                        | 1339                  |             | Мускес                      |            |

## Эстремадура

### Провинция Бадахос
| Наименование на русском языке    | Наименование на испанском языке       | Год или век основания             | Изображение | Географическое расположение | Примечания |
| -------------------------------- | ------------------------------------- | --------------------------------- | ----------- | --------------------------- | ---------- |
| Замок Аланхе                     | Castillo de Alange                    | конец III — конец I века до н. э. |             | Аланхе                      |            |
| Крепость Бадахоса                | Alcazaba de Badajoz                   | XI век н. э.                      |             | Бадахос                     |            |
| Замок Альбуркерке                | Castillo de Alburquerque              | XIII век н. э.                    |             | Альбуркерке                 |            |
| Замок Алькончель                 | Castillo de Alconchel                 | XII век н. э.                     |             | Алькончель                  |            |
| Замок Баркаррота                 | Castillo de Barcarrota                | XV век н. э.                      |             | Баркаррота                  |            |
| Замок Бенкеренсия-де-ла-Серена   | Castillo de Benquerencia de la Serena | XIII век н. э.                    |             | Бенкеренсия-де-ла-Серена    |            |
| Замок Бургильос-дель-Серро       | Castillo de Benquerencia de la Serena | XIII век н. э.                    |             | Бургильос-дель-Серро        |            |
| Замок Капилья                    | Castillo de Capilla                   | XIII век н. э.                    |             | Капилья                     |            |
| Замок Ферия                      | Castillo de Feria                     | XI век н. э.                      |             | Ферия                       |            |
| Замок Фрехеналь-де-ла-Сьерра     | Castillo de Fregenal de la Sierra     | XIII век н. э.                    |             | Фрехеналь-де-ла-Сьерра      |            |
| Замок Эррера-дель-Дуке           | Castillo de Herrera del Duque         | XV век н. э.                      |             | Эррера-дель-Дуке            |            |
| Замок Игера-де-Варгас            | Castillo de Higuera de Vargas         | XII век н. э.                     |             | Игера-де-Варгас             |            |
| Замок Орначос                    | Castillo de Hornachos                 | XIII век н. э.                    |             | Орначос                     |            |
| Замок Херес-де-лос-Кабальерос    | Castillo de Jerez de los Caballeros   | XIII век н. э.                    |             | Херес-де-лос-Кабальерос     |            |
| Замок арок                       | Castillo de Los Arcos                 | XV век н. э.                      |             | Бадахос                     |            |
| Замок Магасела                   | Castillo de Magacela                  | XIII век н. э.                    |             | Магасела                    |            |
| Замок Майорга                    | Castillo de Mayorga                   | XIII век н. э.                    |             | Сан-Висенте-де-Алькантара   |            |
| Замок Медельин                   | Castillo de Medellín                  | X век н. э.                       |             | Медельин                    |            |
| Замок Медина-де-лас-Торрес       | Castillo de Medina de las Torres      | XIV век н. э.                     |             | Медина-де-лас-Торрес        |            |
| Замок Монтемолин                 | Castillo de Montemolín                | XII век н. э.                     |             | Монтемолин                  |            |
| Замок Ногалес                    | Castillo de Nogales                   | XV век н. э.                      |             | Ногалеc                     |            |
| Замок Оливенса                   | Castillo de Olivenza                  | XIII век н. э.                    |             | Оливенса                    |            |
| Замок Орельяна-ла-Вьеха          | Castillo de Orellana la Vieja         | XV век н. э.                      |             | Орельяна-ла-Вьеха           |            |
| Замок герцогов Фериа             | Castillo de los Duques de Feria       | 1437                              |             | Сафра                       |            |
| Замок Пьедрабуэна                | Castillo de Piedrabuena               | XIII век н. э.                    |             | Сан-Висенте-де-Алькантара   |            |
| Замок Пуэбла-де-Алькосер         | Castillo de la Puebla de Alcocer      | XV век н. э.                      |             | Пуэбла-де-Алькосер          |            |
| Замок Пуэбла-дель-Маэстре        | Castillo de la Puebla del Maestre     | XV век н. э.                      |             | Пуэбла-дель-Маэстре         |            |
| Замок Рейна                      | Castillo de Reina                     | XII век н. э.                     |             | Рейна                       |            |
| Замок Сальвалеон                 | Castillo de Salvaleón                 | XIV век н. э.                     |             | Сальвалеон                  |            |
| Замок Сальватьерра-де-лос-Баррос | Castillo de Salvatierra de los Barros | XV век н. э.                      |             | Сальватьерра-де-лос-Баррос  |            |
| Замок Сегура-де-Леон             | Castillo de Segura de León            | XIII век н. э.                    |             | Сегура-де-Леон              |            |
| Замок башен                      | Castillo de las Torres                | XV век н. э.                      |             | Монестерио                  |            |